# Pierres (Eure-et-Loir)
Pour les articles homonymes, voir Pierres.
Pierres est une commune française située dans le département d'Eure-et-Loir, en région Centre-Val de Loire.
Ses habitants se nomment les Pierrotins et les Pierrotines.

## Géographie

### Situation

Situation géographique
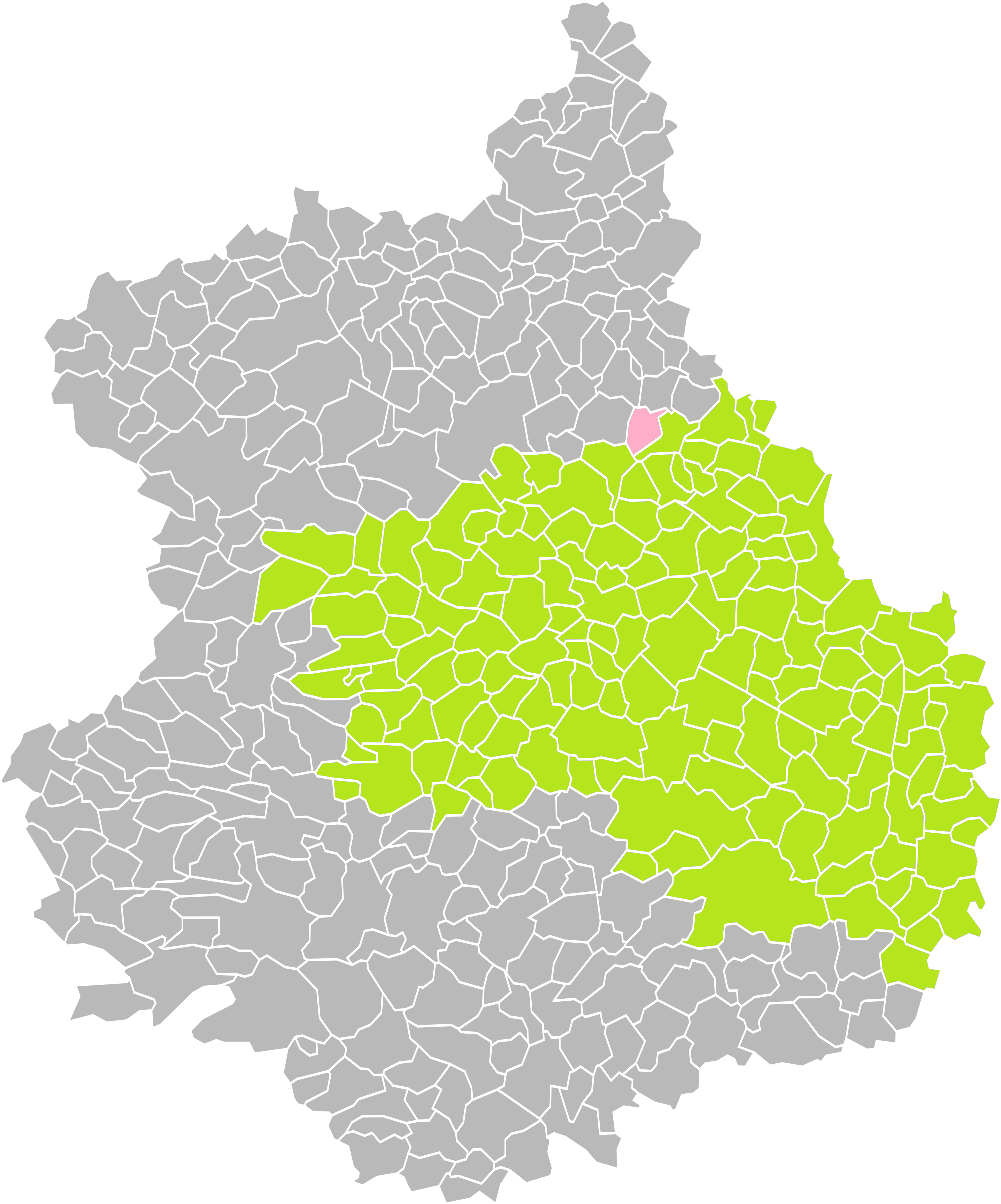
Pierres dans son arrondissement.
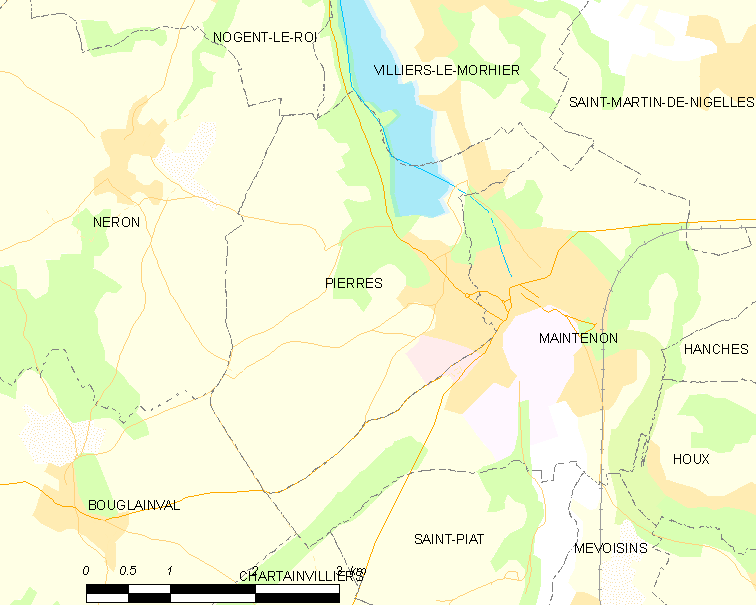
Carte de la commune de Pierres.

### Communes limitrophes
| Nogent-le-Roi |           | Villiers-le-Morhier |
| Néron         | Pierres   | Maintenon           |
| Bouglainval   | Maintenon |                     |

### Lieux-dits et écarts
- Bois-Richeux, hameau, communes de Pierres et de Néron[1].
- Theneuse, hameau; autrefois fief, vassal du marquisat de Maintenon[2].
- La Vallée Vilette, les Grandes Vignes.

### Hydrographie
- La rivière l'Eure, affluent en rive gauche du fleuve la Seine, traverse la commune.

### Voies de communication et transports
La commune est desservie par la ligne 89 du réseau de bus Centre et Sud Yvelines ainsi que par les lignes 20 et 152 du réseau Transbeauce.

### Climat
Pour des articles plus généraux, voir Climat du Centre-Val de Loire et Climat d'Eure-et-Loir.
En 2010, le climat de la commune est de type climat océanique dégradé des plaines du Centre et du Nord, selon une étude du CNRS s'appuyant sur une série de données couvrant la période 1971-2000. En 2020, Météo-France publie une typologie des climats de la France métropolitaine dans laquelle la commune est exposée à un climat océanique altéré et est dans la région climatique Sud-ouest du bassin Parisien, caractérisée par une faible pluviométrie, notamment au printemps (120 à 150 mm) et un hiver froid (3,5 °C).
Pour la période 1971-2000, la température annuelle moyenne est de 10,7 °C, avec une amplitude thermique annuelle de 14,5 °C. Le cumul annuel moyen de précipitations est de 630 mm, avec 10,9 jours de précipitations en janvier et 7,9 jours en juillet. Pour la période 1991-2020, la température moyenne annuelle observée sur la station météorologique de Météo-France la plus proche, sur la commune de Houx à 5 km à vol d'oiseau, est de 11,2 °C et le cumul annuel moyen de précipitations est de 622,1 mm,. Pour l'avenir, les paramètres climatiques de la commune estimés pour 2050 selon différents scénarios d'émission de gaz à effet de serre sont consultables sur un site dédié publié par Météo-France en novembre 2022.

## Urbanisme

### Typologie
Au 1er janvier 2024, Pierres est catégorisée petite ville, selon la nouvelle grille communale de densité à 7 niveaux définie par l'Insee en 2022.
Elle appartient à l'unité urbaine de Maintenon, une agglomération intra-départementale dont elle est une commune de la banlieue,. Par ailleurs la commune fait partie de l'aire d'attraction de Paris, dont elle est une commune de la couronne,.

### Occupation des sols
L'occupation des sols de la commune, telle qu'elle ressort de la base de données européenne d’occupation biophysique des sols Corine Land Cover (CLC), est marquée par l'importance des territoires agricoles (66,8 % en 2018), en diminution par rapport à 1990 (68,9 %). La répartition détaillée en 2018 est la suivante : 
terres arables (66,8 %), forêts (14,1 %), zones urbanisées (11,9 %), eaux continentales (3,9 %), zones industrielles ou commerciales et réseaux de communication (3,2 %). L'évolution de l’occupation des sols de la commune et de ses infrastructures peut être observée sur les différentes représentations cartographiques du territoire : la carte de Cassini (XVIIIe siècle), la carte d'état-major (1820-1866) et les cartes ou photos aériennes de l'IGN pour la période actuelle (1950 à aujourd'hui).

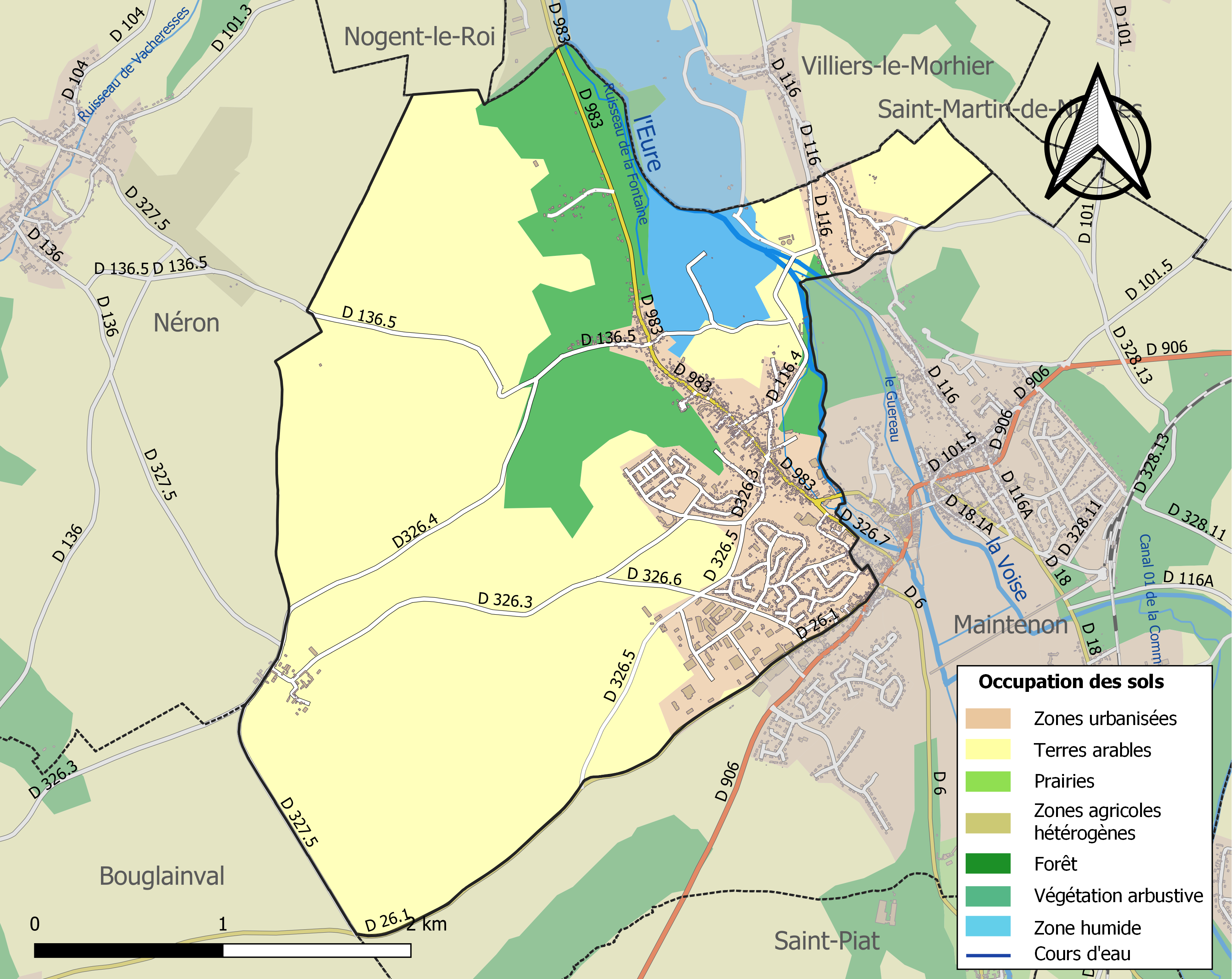
Carte des infrastructures et de l'occupation des sols de la commune en 2018 (CLC).

### Risques majeurs
Le territoire de la commune de Pierres est vulnérable à différents aléas naturels : météorologiques (tempête, orage, neige, grand froid, canicule ou sécheresse), inondationset séisme (sismicité très faible). Il est également exposé à un risque technologique, le transport de matières dangereuses. Un site publié par le BRGM permet d'évaluer simplement et rapidement les risques d'un bien localisé soit par son adresse soit par le numéro de sa parcelle.

#### Risques naturels
Certaines parties du territoire communal sont susceptibles d’être affectées par le risque d’inondation par débordement de cours d'eau, notamment la Voise et l'Eure. La commune a été reconnue en état de catastrophe naturelle au titre des dommages causés par les inondations et coulées de boue survenues en 1983, 1995, 1999 et 2017,.

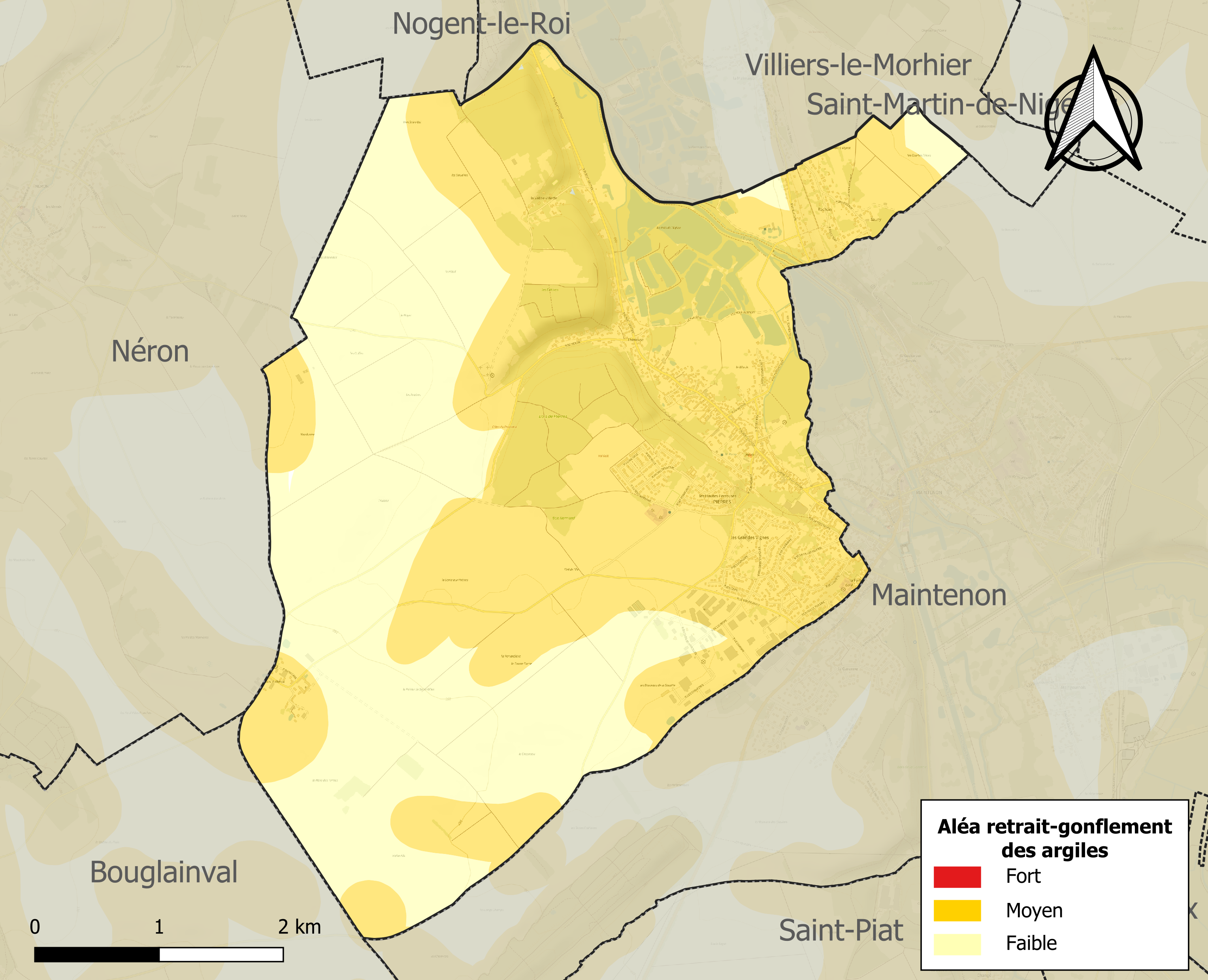
Carte des zones d'aléa retrait-gonflement des sols argileux de Pierres.

Le retrait-gonflement des sols argileux est susceptible d'engendrer des dommages importants aux bâtiments en cas d’alternance de périodes de sécheresse et de pluie. 61,5 % de la superficie communale est en aléa moyen ou fort (52,8 % au niveau départemental et 48,5 % au niveau national). Sur les 1 065 bâtiments dénombrés sur la commune en 2019, 1058 sont en aléa moyen ou fort, soit 99 %, à comparer aux 70 % au niveau départemental et 54 % au niveau national. Une cartographie de l'exposition du territoire national au retrait gonflement des sols argileux est disponible sur le site du BRGM,.
Concernant les mouvements de terrains, la commune a été reconnue en état de catastrophe naturelle au titre des dommages causés par des mouvements de terrain en 1999.

#### Risques technologiques
Le risque de transport de matières dangereuses sur la commune est lié à sa traversée par des infrastructures routières ou ferroviaires importantes ou la présence d'une canalisation de transport d'hydrocarbures. Un accident se produisant sur de telles infrastructures est en effet susceptible d’avoir des effets graves au bâti ou aux personnes jusqu’à 350 m, selon la nature du matériau transporté. Des dispositions d’urbanisme peuvent être préconisées en conséquence.

## Toponymie
Le nom de la localité est attesté sous les formes Petra ficta en 771 (dipl. de Carloman), Petræ vers 1125 (cartulaire de Thiron), Petra en 1240 (charte du pr. d’Épernon).
Le toponyme Pierres semble issu du latin petra, « pierre », « rocher ». L'endroit devait donc se caractériser par un rocher, des pierres ou une carrière.
L’Eure-et-Loir possède de nombreuses cavités utilisées pour l’extraction de pierres de construction ou de matériaux pour l’amendement des champs.
Homonymie avec Pierres dans le (Calvados).

### Hameaux et lieux-dits
Bois-Richeux est attesté sous les formes Nemus-Richoldis vers 1160 (charte du chap. de Chartres) et Nemus Richendis en 1160, Boscus Ricoldis vers 1180 (nécr. du chap. de Chartres) et Boecus Richoldis en 1180, Boscus-Richoudi et Bois Richout vers 1350 (Livre rouge), puis Bois Richout, Bois Richard, Boys Richeust (charte du chap. de Chartres) ou Boys Richeus en 1490 et enfin Bois Richeux.

## Histoire

### Le hameau de Bois-Richeux
Dès le XIIe siècle, on avait essarté la plus grande partie des bois qui couvraient le territoire où ce hameau prit naissance. C’est le grand chantre Amaury qui établit la villa de Bois-Richeux.

En 1113, les moines de Thiron avaient, à Bois Richeux, une église ou abbaye dont il ne reste plus aujourd’hui aucun vestige. La chapelle Saint-Gilles de Bois-Richeux est mentionnée en 1490. Les matériaux propres à bâtir ont servi en 1827 à la construction du moulin de Pierres.
En 1861, Bois-Richeux possédait une maison, un ménage, deux habitants.

### La bataille du 16 juin 1940

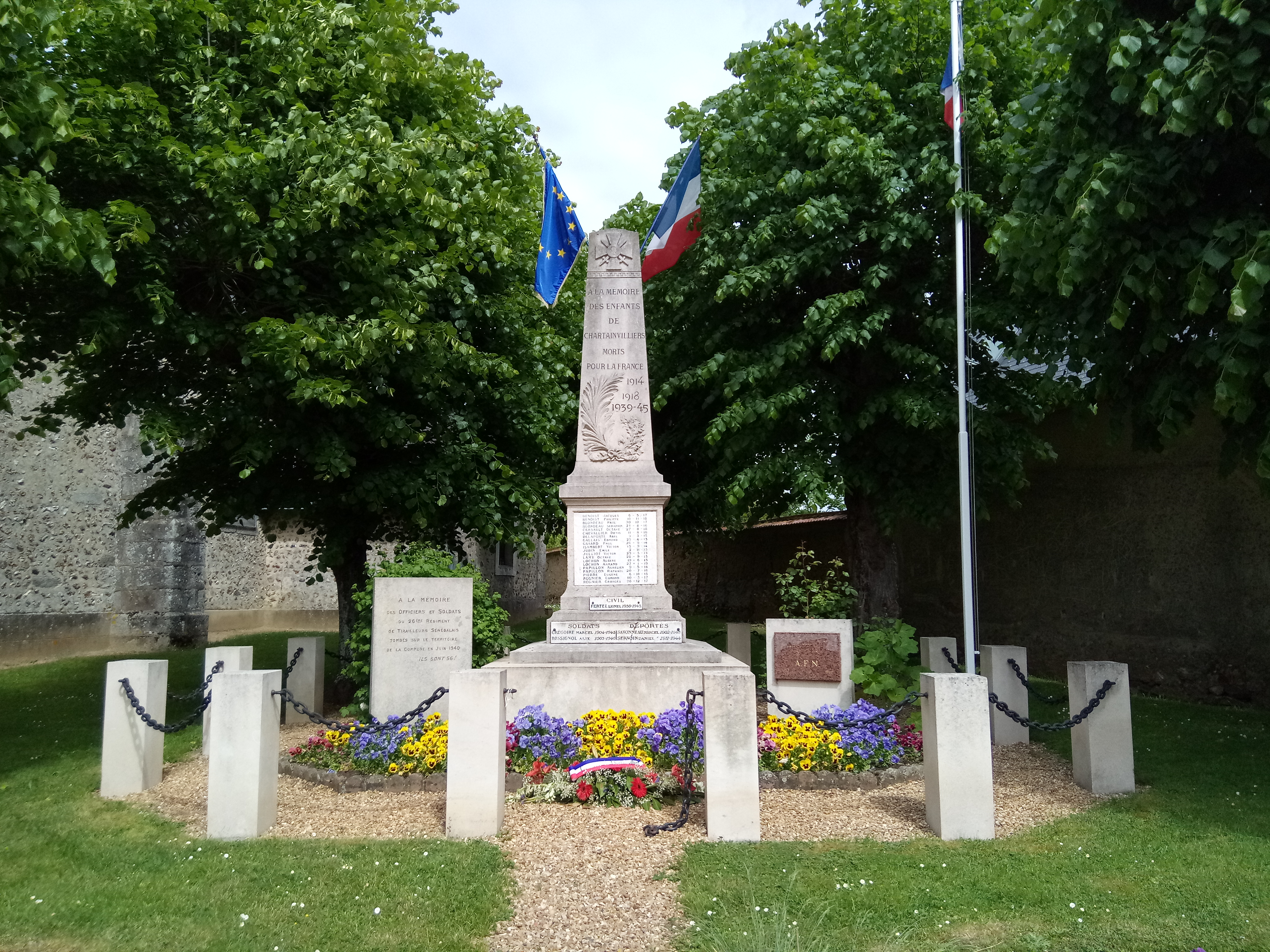
à gauche du Monument aux morts de Chartainvilliers, la stèle ainsi rédigée : « A la mémoire des officiers et soldats du 26e Régiment de Tirailleurs Sénégalais tombés sur le territoire de la commune en juin 1940. Ils sont 56 ! »

(Dans les hameaux et les villages aux alentours de Pierres, quelques monuments et quelques plaques de rues évoquent de façon laconique le 16 juin 1940. Les écrits sur cet épisode de la dernière guerre sont assez rares et partiels).
C’était un dimanche. 193 soldats du 26e régiment de tirailleurs sénégalais sont morts, après des combats héroïques, sur les communes de Pierres, Néron et Chartainvilliers. Certains ont été tués dans le petit bois qui borde la vallée de l’Eure,. Une stèle rappelle ce sacrifice à Chartainvilliers.
.

## Politique et administration

### Liste des maires
| Période | Période  | Identité      | Étiquette | Qualité                                         |
| ------- | -------- | ------------- | --------- | ----------------------------------------------- |
| 1945    | 1965     | Germain Hache |           | Agriculteur                                     |
| 1965    | 2001     | Pierre Petiot |           |                                                 |
| 2001    | En cours | Daniel Morin, |           | Ancien artisan, commerçant ou chef d'entreprise |

## Population et société

### Démographie
L'évolution du nombre d'habitants est connue à travers les recensements de la population effectués dans la commune depuis 1793. Pour les communes de moins de 10 000 habitants, une enquête de recensement portant sur toute la population est réalisée tous les cinq ans, les populations de référence des années intermédiaires étant quant à elles estimées par interpolation ou extrapolation. Pour la commune, le premier recensement exhaustif entrant dans le cadre du nouveau dispositif a été réalisé en 2006.

En 2022, la commune comptait 2 792 habitants, en évolution de +0,22 % par rapport à 2016 (Eure-et-Loir : −0,23 %, France hors Mayotte : +2,11 %).
| 1793 | 1800 | 1806 | 1821 | 1831 | 1836 | 1841 | 1846 | 1851 |
| ---- | ---- | ---- | ---- | ---- | ---- | ---- | ---- | ---- |
| 620  | 677  | 706  | 756  | 712  | 730  | 757  | 785  | 734  |

| 1856 | 1861 | 1866 | 1872 | 1876 | 1881 | 1886 | 1891 | 1896 |
| ---- | ---- | ---- | ---- | ---- | ---- | ---- | ---- | ---- |
| 729  | 716  | 703  | 672  | 654  | 649  | 703  | 702  | 727  |

| 1901 | 1906 | 1911 | 1921 | 1926 | 1931 | 1936 | 1946 | 1954 |
| ---- | ---- | ---- | ---- | ---- | ---- | ---- | ---- | ---- |
| 763  | 713  | 692  | 658  | 654  | 692  | 689  | 815  | 818  |

| 1962 | 1968 | 1975  | 1982  | 1990  | 1999  | 2006  | 2011  | 2016  |
| ---- | ---- | ----- | ----- | ----- | ----- | ----- | ----- | ----- |
| 869  | 853  | 1 301 | 1 965 | 2 398 | 2 691 | 2 733 | 2 823 | 2 786 |

| 2021  | 2022  | - | - | - | - | - | - | - |
| ----- | ----- | - | - | - | - | - | - | - |
| 2 780 | 2 792 | - | - | - | - | - | - | - |

## Culture locale et patrimoine

### Lieux et monuments
- L'église Saint-Gervais-Saint-Protais.

Il semblerait qu’à l’origine de Pierres, l’église n’ait pas occupé sa place actuelle, mais était située vers le carrefour de Théneuse, à la jonction de la route de Néron, sur la route de Nogent le Roi-Maintenon puis, pour des raisons ignorées, se serait rapprochée de Maintenon en 1540, ;

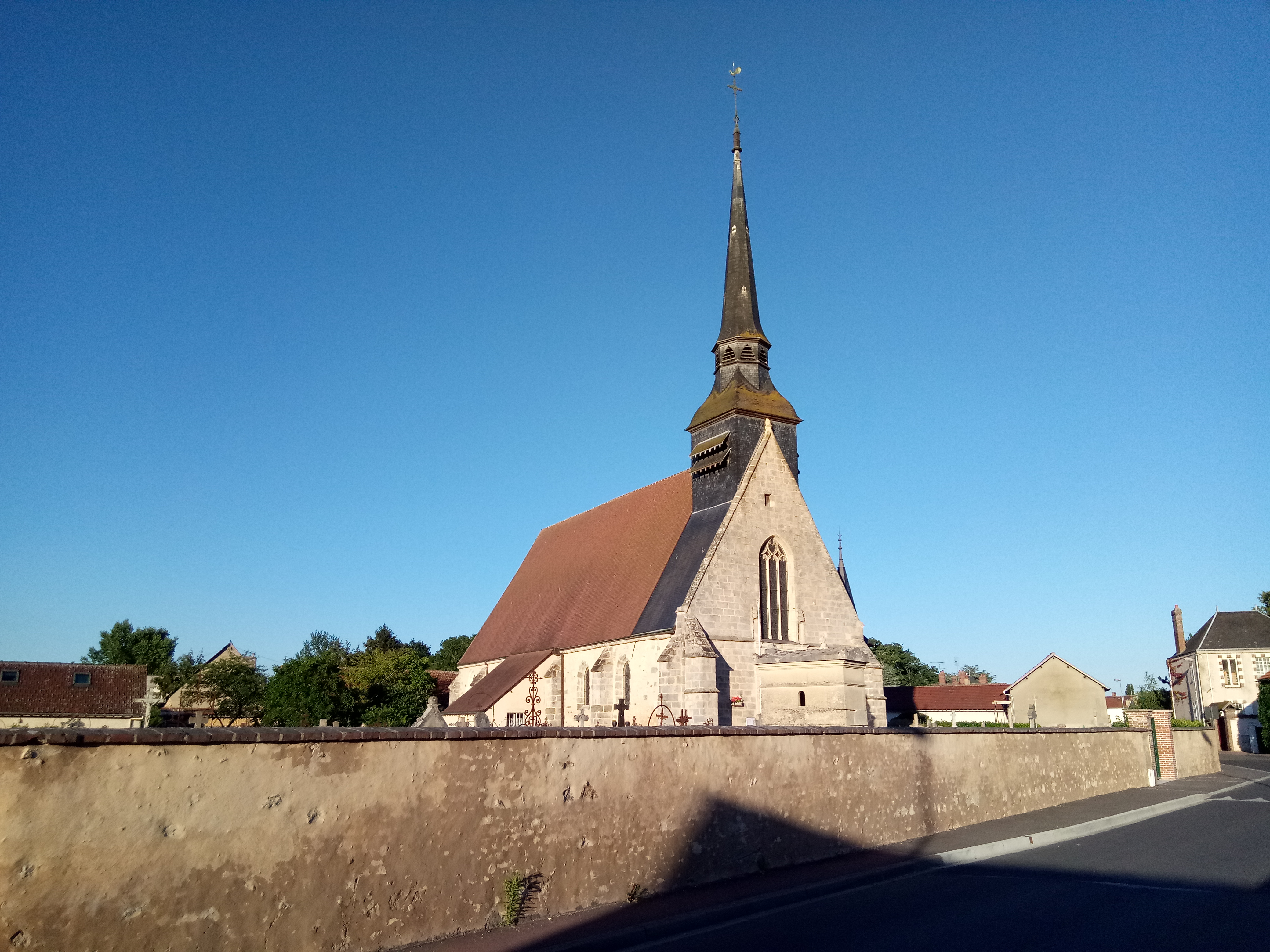
L'église Saint-Gervais-Saint-Protais.
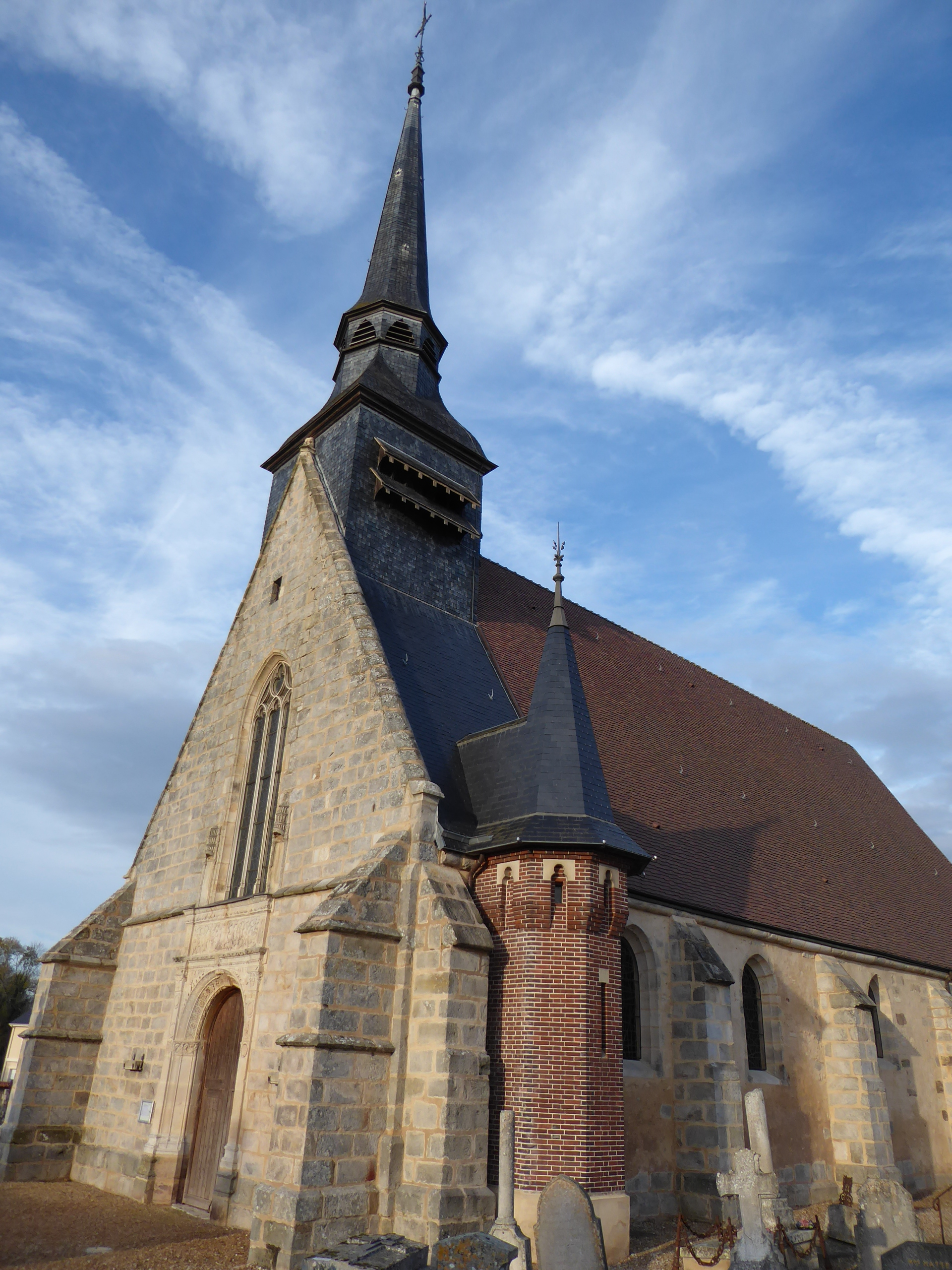
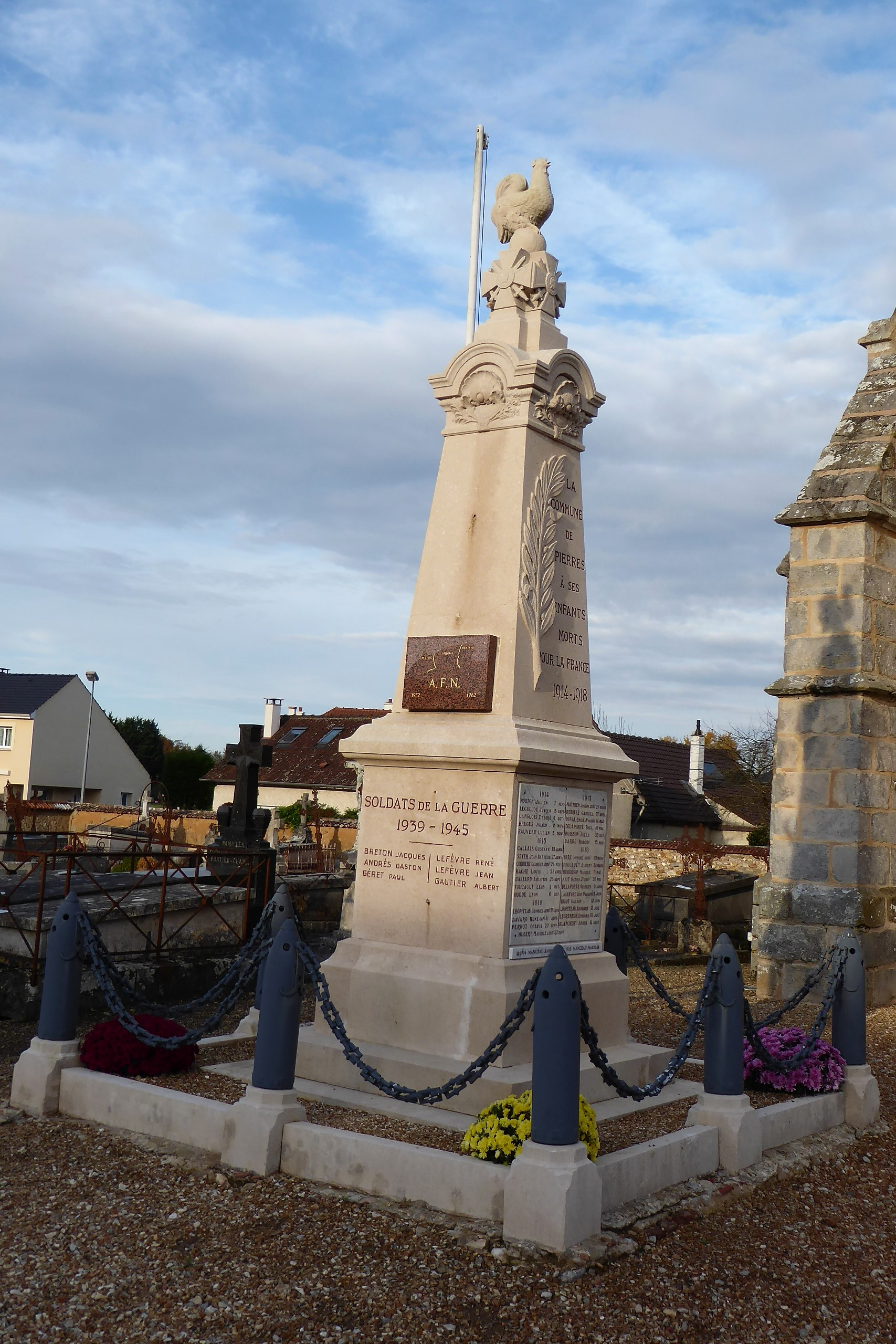
Le monument aux morts.

- La ferme de Boisricheux et le jardin médiéval ;

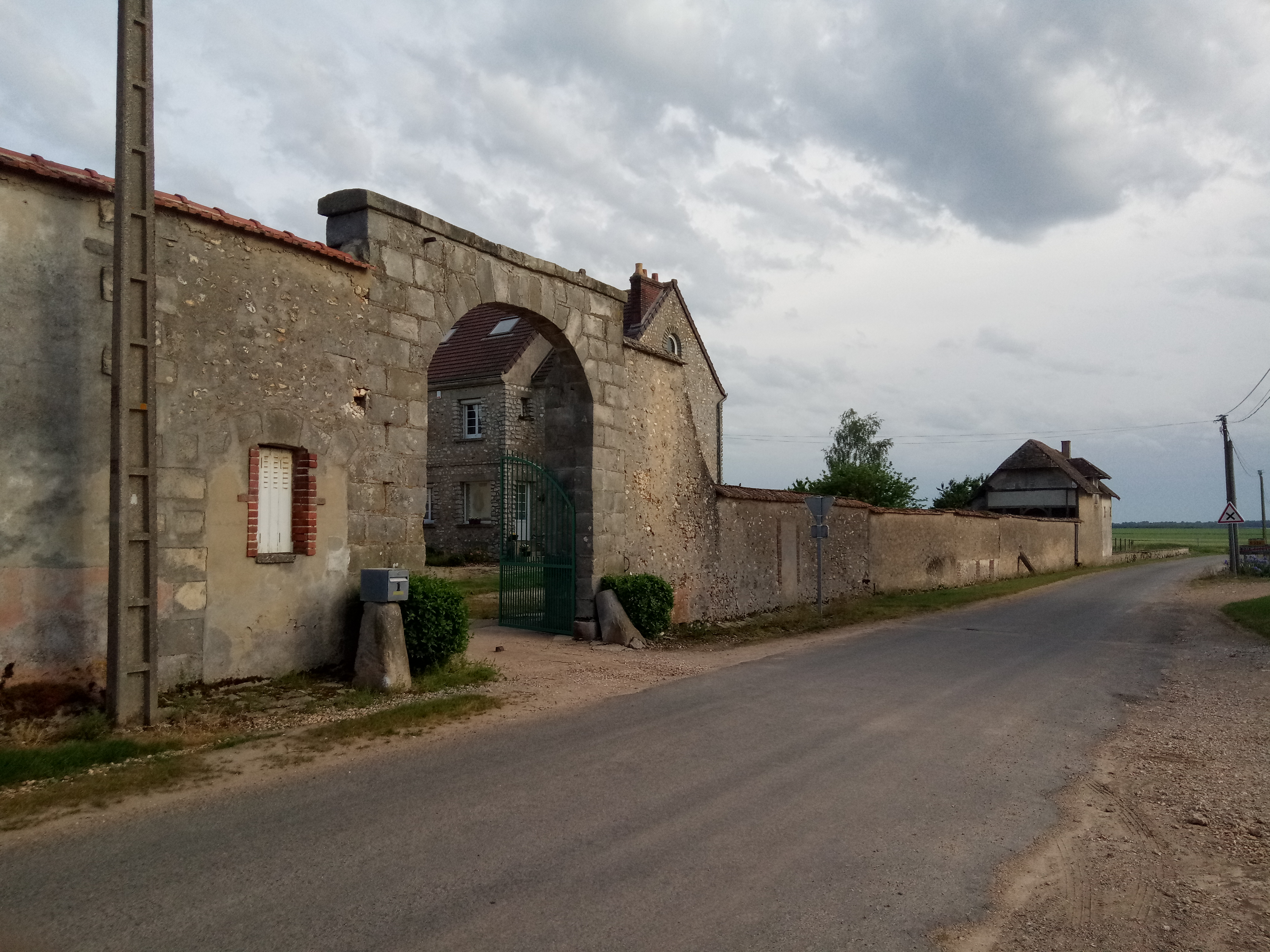
Entrée de la ferme de Boisricheux.
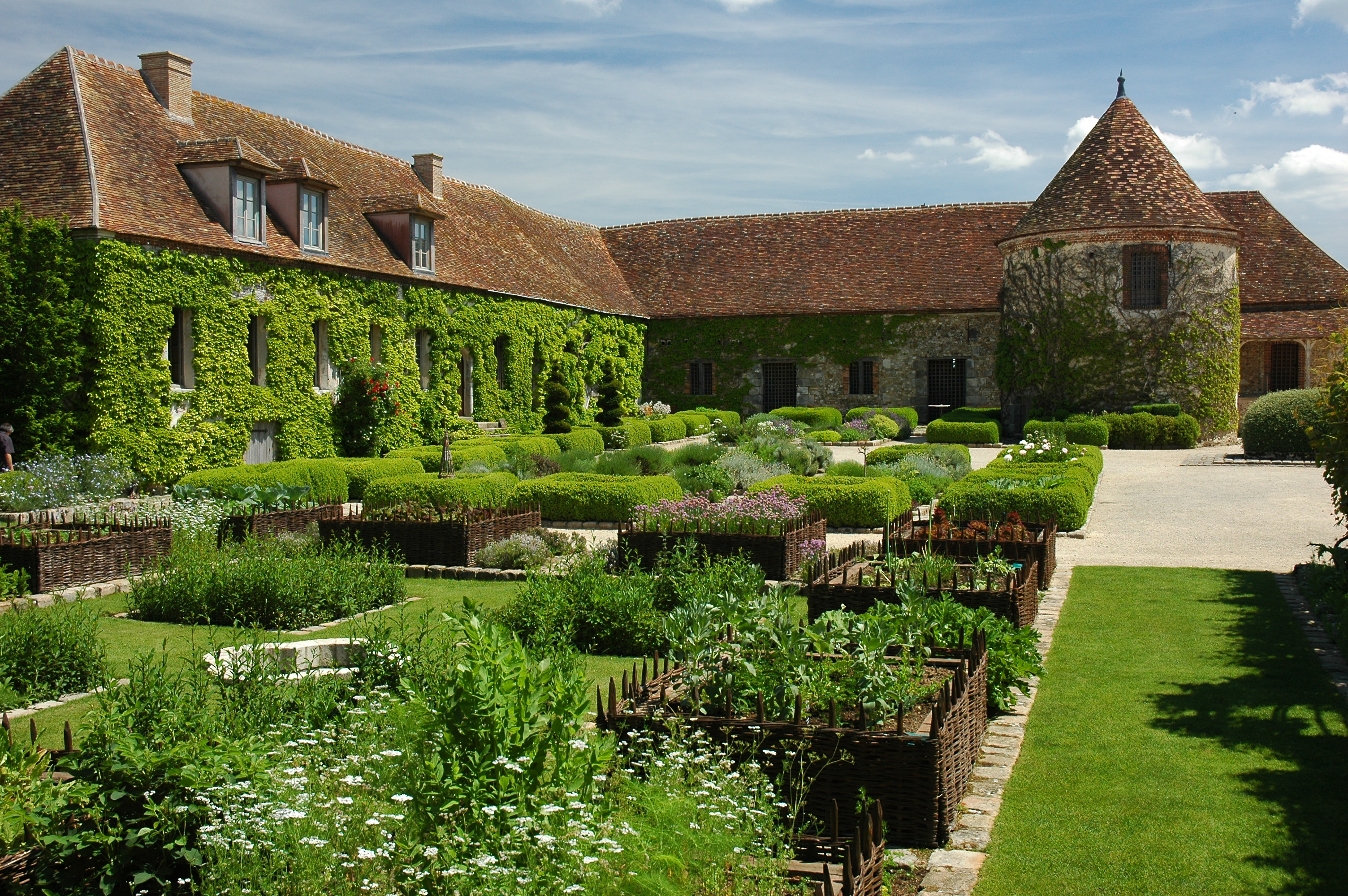
Le jardin médiéval de la ferme de Boisricheux.
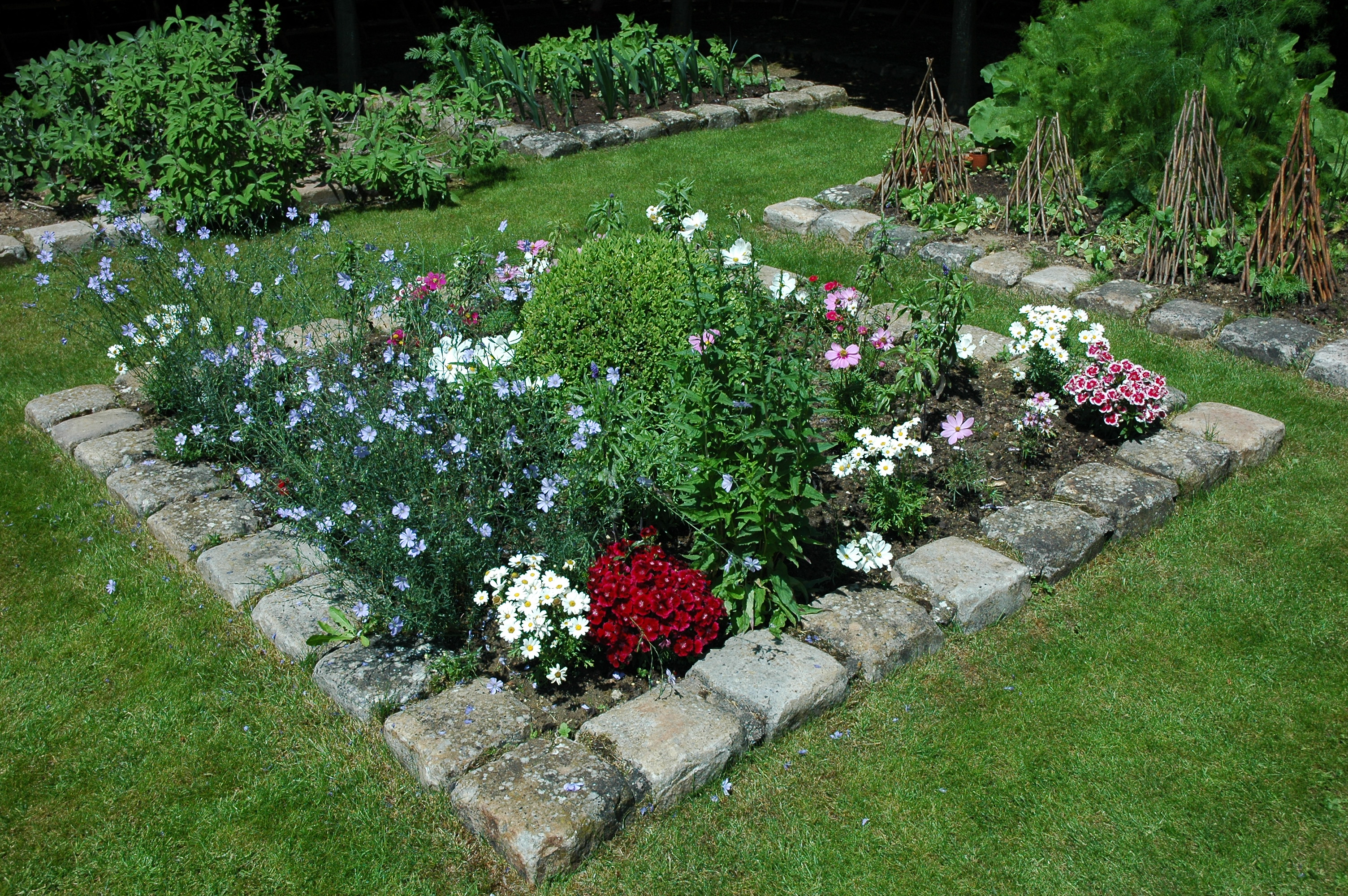
Le jardin médiéval.

- Les lavoirs ;
- L'observatoire de Boisricheux ;
- L'« arbre à six troncs », noyer centenaire, proche du cimetière et d'un aérodrome privé : hauteur 14 m, circonférence 4,50 m[30].

### Personnalités liées à la commune
- Georges Cochon, syndicaliste français né à Chartres le 26 mars 1879 et mort à Pierres le 25 avril 1959.